# Xapuri (kommun)
Xapuri är en kommun i Brasilien.   Den ligger i delstaten Acre, i den västra delen av landet, 2 300 km väster om huvudstaden Brasília. Antalet invånare är 16 016.
Följande samhällen finns i Xapuri:
- Xapuri

Omgivningarna runt Xapuri är huvudsakligen savann. Runt Xapuri är det mycket glesbefolkat, med 2 invånare per kvadratkilometer.